# Султанов, Алишер Саидаббасович
Алишер Саидаббасович Султанов (узб. Alisher Saidabbosovich Sultonov; род. 29 ноября 1967, Ташкент, Узбекская ССР, СССР) — узбекский государственный деятель. В 2017—2018 годах президент НОК Узбекистана, а в 2018 году заместитель премьер-министра Узбекистана. С 1 февраля 2019 года первый министр энергетики Узбекистана.

## Биография
Родился 29 ноября 1967 года в Ташкенте. В 1989 году окончил Военно-космическую академию имени А. Ф. Можайского (ныне Военный инженерно-космический университет им. А. Ф. Можайского). С 1989 по 1991 год служил в армии.
В 1991 году перешёл на работу технологом отдела лазерного приборостроения института прикладной физики Академии наук Республики Узбекистан, а затем технологом международного отдела, ведущим инженером коммерческого отдела. В 1993 году становится заведующим организационным отделом Ташкентского городского профсоюза работников и предпринимателей арендных, совместных и частных предприятий.
В 1996 году перешёл на работу главным специалистом по контролю, подготовки и приёму приборов и оборудования дирекции по выполнению контракта по строительству Бухарского нефтеперерабатывающего завода акционерной компании «Узнефтепереработка». В 1998 году назначен главным специалистом дирекции по выполнению контрактов объединения внешнеэкономических связей «Узбекнефтегаза». С 1998 по 1999 год работал главным специалистом группы по контролю за проведением проверки и закупки приборов и оборудования, приёму проектных документов управления строительства Шуртанского газохимического комплекса национальной холдинговой компании «Узбекнефтегаз». В 1999—2002 годах занимал пост начальника управления строительства Шуртанского газохимического комплекса Национальной холдинговой компании «Узбекнефтегаз», а с 2002 по 2013 год был директором унитарного дочернего предприятия «Шуртанский газохимический комплекс». В 2013 году назначен первым заместителем председателя правления, начальником главного управления прогнозирования, ресурсов и инвестиционных программ национальной холдинговой компании «Узбекнефтегаз».
С августа 2015 года по 13 сентября 2018 года занимал должность председателя правления «Узбекнефтегаза».
В 2013 году избирался председателем Федерации шахмат Узбекистана. 4 января 2017 года избран президентом Национального олимпийского комитета Узбекистана, а с 10 января по 26 декабря 2018 года вице-президентом. 5 сентября 2020 года избран председателем Федерации Rowing & Canoe Узбекистана (гребли и каноэ).
1 ноября 2017 года назначен заместителем Премьер-министра Узбекистана по вопросам геологии, топливно-энергетического комплекса, химической, нефтехимической и металлургической промышленности. 1 февраля 2019 года указом президента Узбекистана Шавкатом Мирзиёевым Алишер Султанов назначен первым министром энергетики Узбекистана. 7 апреля 2022 году ушёл в отставку с поста министра энергетики Узбекистана по состоянию здоровья.
11 сентября 2020 года утверждён членом политического совета Либерально-демократической партии Узбекистана.

## Награды
- Орден «Дустлик»
- Орден «Мехнат шухрати» (28.08.2020)